# 李伦
李伦（1927年10月30日—2019年6月25日），原名李润修，安徽省巢县人，中国人民解放军将领、中国人民解放军中将，中共十三、十四大代表，第七届全国人大代表，第八届全国人大常委(解放军)、财经委员会委员。李克农之子。

## 生平
1939年参加八路军，1941年起先后入延安自然科学院（今北京理工大学）、抗日军政大学、炮兵学校学习，1945年加入中国共产党。曾任晋绥军区司令部参谋，华东野战军副营长，第三野战军营长，参加了济南、淮海、渡江等战役。建国后历任团副参谋长，中央军委运输司令部科长，总参谋部军事交通部科学研究室主任、训练处副处长，总后勤部运输部处长，总后勤部军事交通部副部长、部长。1986年后任解放军后勤学院院长，中国人民解放军总后勤部副部长、总后党委委员。
1988年被授予中将军衔，曾荣获独立自由奖章、三级解放勋章和独立功勋荣誉章。。
2019年6月25日凌晨在北京逝世，享年92岁。